# Mediorhynchus tenuis
Mediorhynchus tenuis är en hakmaskart som beskrevs av Meyer 1931. Mediorhynchus tenuis ingår i släktet Mediorhynchus och familjen Giganthorhynchidae. Inga underarter finns listade i Catalogue of Life.